# Albert d'Huart
Albert Marie Edouard Jean-Baptiste François-Xavier Ghislain d'Huart (Brussel, 22 maart 1867 - Achêne, 3 november 1937) was een Belgisch volksvertegenwoordiger en senator.

## Biografie

### Familie
Baron Albert d'Huart was een kleinzoon van baron Edouard d'Huart, lid van de Provinciale Staten van Luxemburg, lid van het Nationaal Congres, volksvertegenwoordiger, minister van Financiën, senator, gouverneur van Namen en minister van Staat. Zijn huwelijk met Anne de Montpellier had het Château d'Onthaine in Achêne van de Montpelliers naar de d'Huarts doen overgaan. Hij was een zoon van Alfred d'Huart (1839-1927), senator, provincieraadslid van Namen en burgemeester van Sovet, en Mathilde Malou (1843-1912), dochter van premier Jules Malou. Hij was een schoonbroer van graaf Charles de Broqueville, premier, en graaf Camille de Briey, industrieel, minister, gouverneur van Namen en volksvertegenwoordiger. In 1842 was zijn vader baron geworden door het uitbreiden van de titel op alle nakomelingen van Edouard d'Huart. Ten persoonlijke titel mocht hij zijn naam wijzigen in d'Huart Malou, in herinnering aan zijn schoonvader die zonder mannelijke afstammelingen was overleden. Hierin werd hij niet gevolgd door zijn kinderen.
Hij trouwde met burggravin Marie-Henriette de Spoelberch (1871-1953), kleindochter van jhr. Prosper de Kerchove de Denterghem. Ze kregen drie zoons en drie dochters:
- Élisabeth d'Huart (1892-1977), trouwde in 1914 in Brussel met graaf Yves du Bourblanc (1888-1917), zoon van Saturnin du Bourblanc, Frans officier. Het huwelijk bleef kinderloos.
- Hélène d'Huart (1894-1980), trouwde in 1919 in Brussel met burggraaf Jean le Hardÿ de Beaulieu (1890-1945), cavaleriekapitein. Ze kregen drie zoons, met afstammelingen tot heden.
- Alfred d'Huart (1896-1917), sneuvelde in Calais.
- Marie-Antoinette d'Huart (1898-1998), trouwde in 1919 met burggraaf Robert le Hardÿ de Beaulieu (1891-1967), artilleriemajoor. Ze kregen drie zoons en twee dochters, waaronder burggraaf Gérard le Hardÿ de Beaulieu, met afstammelingen tot heden.
- Baudouin d'Huart (1902-1989), burgemeester van Sovet, trouwde in 1923 in Brussel met Gabrielle de Halloy (1903-1999). Ze kregen zes dochters, met afstammelingen tot heden.
- Renaud d'Huart (1906-1992), bleef vrijgezel.

Van de zoons was er maar één die voor nageslacht zorgde en zes dochters kreeg zodat de naamdragers in deze tak in 1992 in de mannelijke lijn zijn uitgestorven.
D'Huart was een schoonbroer van baron Raoul van Zuylen van Nyevelt, burgemeester van Veldegem en provincieraadslid van West-Vlaanderen.

### Loopbaan
D'Huart promoveerde tot doctor in de rechten aan de Katholieke Universiteit Leuven en werd advocaat.
Van 1895 tot 1902 was hij provincieraadslid van Namen en in 1906 werd hij gemeenteraadslid van Sovet.
Hij werd verkozen tot volksvertegenwoordiger voor het arrondissement Dinant van 1902 tot 1906 en van 1910 tot 1919. Dat jaar werd hij verkozen tot senator, in opvolging van zijn vader, en oefende dit mandaat uit tot in 1936. Van 1932 tot 1936 was hij ondervoorzitter van de Senaat.